# Karwice (powiat drawski)
Karwice (niem. Karwitz) – wieś w Polsce położona w województwie zachodniopomorskim, w powiecie drawskim, w gminie Drawsko Pomorskie. W latach 1975–1998 miejscowość administracyjnie należała do województwa koszalińskiego. W roku 2007 wieś liczyła 22 mieszkańców. Miejscowość wchodzi w skład sołectwa Konotop.

## Geografia
Wieś leży ok. 5 km na wschód od Konotopa, nad jeziorem Lubie, ok. 2,5 km na wschód od poligonu drawskiego.

## Zabytki
Do wojewódzkiego rejestru zabytków wpisany jest:
- zespół pałacowy z początku XIX wieku, w skład którego wchodzą:
  - dwupiętrowy pałac Brockhausenów wybudowany w drugiej połowie XVIII w stylu neogotyku angielskiego, przebudowany w początku XIX w. Obiekt kryty niskim dachem, od frontu ryzalit z głównym wejściem. Mieści się tu ogólnodostępny Wojskowy Ośrodek Szkoleniowo-Wypoczynkowy. W pałacu 30 września 1994 odbył się obiad drawski, mający na celu pod naciskiem prezydenta Lecha Wałęsy wymuszenie dymisji ministra obrony narodowej, Piotra Kołodziejczyka, a w następstwie podporządkowanie Wojskowych Służb Informacyjnych prezydentowi poprzez szefa Sztabu Generalnego gen. Tadeusza Wileckiego[4]
  - park z aleją dojazdową[5].